# Epidemic (EP)
Epidemic è il terzo EP della rock band New Years Day, pubblicato nel 2014 dalla Grey Area Records.

## Descrizione
Parlando dell'album, la cantante Ash Costello ha detto ad Alternative Press:
In un'altra intervista con Bloody Disgusting, Costello ha anche detto che l'EP parlava di "possedere le parti malate di noi e trasformarle in una forza".
La terza traccia dell'EP, Defame Me, è apparsa anche nel terzo album in studio della band, Malevolence.

## Tracce
1. The Joker – 4:20
2. Other Side – 3:47
3. Defame Me – 3:18
4. Epidemic – 3:45
5. Let Me Down – 3:38

## Formazione
- Ash Costello - voce
- Nick Rossi - batteria
- Anthony Barro - basso
- Nikki Misery - chitarra solista